# Langschwanz-Glanzstar
Der Langschwanz-Glanzstar (Lamprotornis caudatus) ist eine afrikanische Vogelart aus der Familie der Stare. Er besitzt das für die Gattung der Eigentlichen Glanzstare (Lamprotornis) typische, metallisch glänzende Gefieder und einen sehr langen Schwanz. 
Die Art bewohnt die Savannen der südlichen Sahelzone sowie Parks, Gärten und Farmland mit ausreichenden Baumbestand.

## Merkmale

### Körperbau und Gefieder

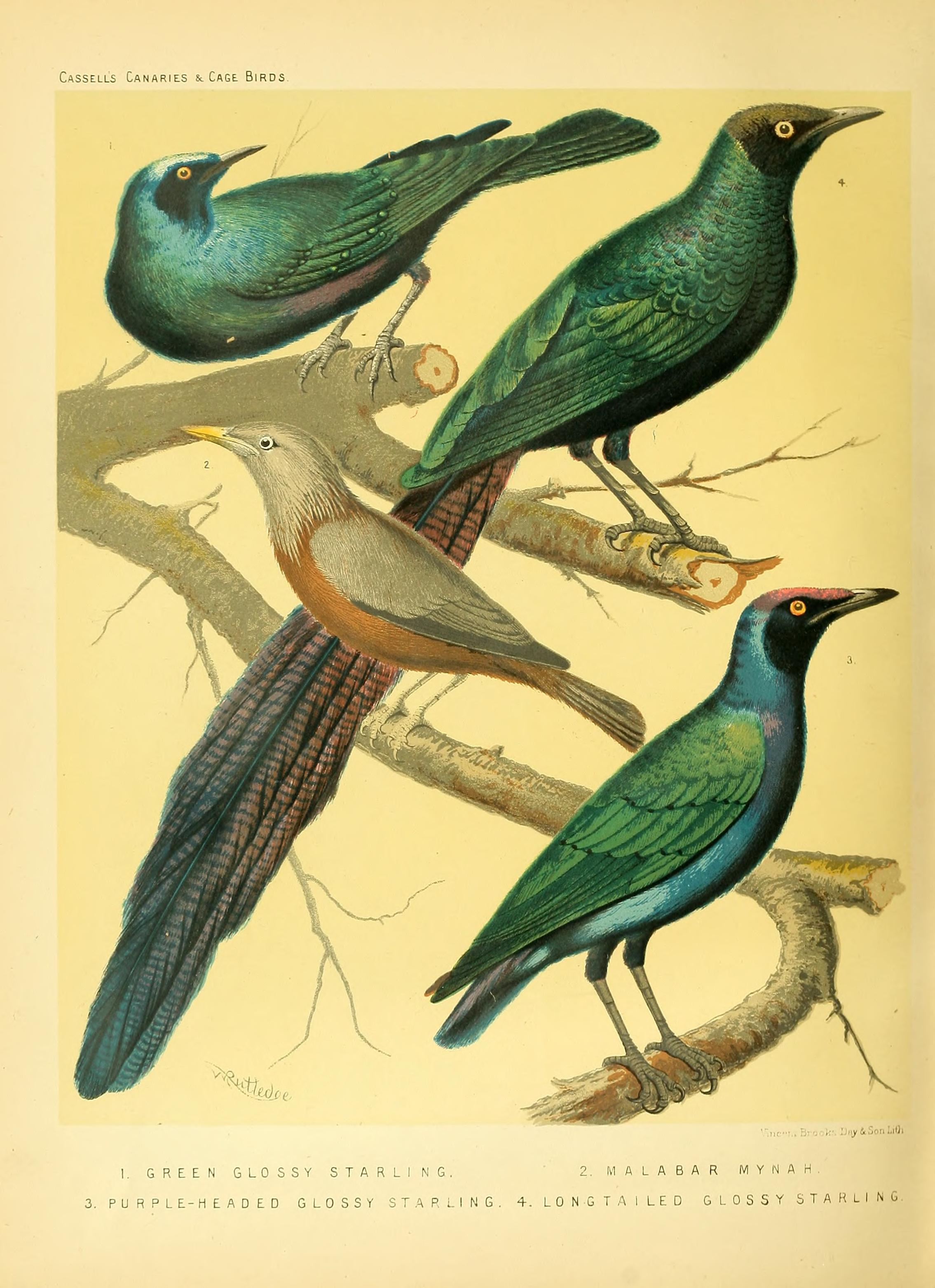
Langschwanz-Glanzstar (oben rechts) im Alterskleid

Männchen haben eine Flügellänge von 182–197 mm, ihr Schwanz misst 290–335 mm. Der Schnabel ist 27–29 mm lang, der Laufknochen 40–46 mm. Weibchen werden geringfügig kleiner: Ihre Flügellänge beträgt 168–184 mm, die Schwanzlänge 290–335 mm. Der Schnabel misst 26–29 mm, der Laufknochen 39–44 mm. Die maximale Körperlänge des Langschwanz-Glanzstars liegt bei 54 cm, wobei bis zu 34 cm auf den Schwanz entfallen können. Zum Gewicht existieren keine geschlechtsspezifischen Angaben, es liegt zwischen 103 und 133 g. Der biegsame, federnde Schwanz ist stark gestuft: Das mittlere Federpaar ist vier Mal so lang wie das äußerste.
Männchen besitzen ein – mit Ausnahme der rußschwarzen Zügel und Ohrdecken – bronzegrünes Kopfgefieder. Nacken, Halsseiten, Schultern und Rücken sind glänzend grün; Bürzel und Oberschwanzdecken zeigen einen satten, glänzend blauen Farbton. Die Oberseite der Steuerfedern ist auf schimmernd violettem Grund fein dunkel gebändert, die Unterseite schwarzbraun. Mit Ausnahme des äußersten Steuerfederpaares besitzen die Steuerfedern einen blauen Saum. Kehle und obere Brust zeigen das gleiche schimmernde Grün wie die Körperoberseite. Über die untere Brust und die Flanken zieht sich ein glänzendes Blau, das am Bauch in ein bronzenes Violett übergeht. Unterschwanzdecken und Beinbefiederung sind rußbraun mit blauem Schimmer. Die Schwingen sind schwärzlich getönt, auf der Oberseite sind Spitzen und Außenfahnen schimmernd grün. Schirmfedern, Daumenfittich und Oberflügeldecken zeigen glänzende grüne Färbung. Große und mittlere Armdecken besitzen samtschwarze Spitzen, Unterarmdecken und Achselfedern sind rußbraun mit grünem Schimmer. Schnabel und Beine sind schwarz, die Iris ist milchig weiß. Weibchen und Männchen zeigen keine eindeutigen Unterschiede bezüglich der Färbung. Allerdings sind kleinere Individuen (tendenziell Weibchen) eher grün schimmernd und haben helleres Kopfgefieder, während größere Individuen (zumeist Männchen) eher violetten Glanz zeigen.
Vögel im Jugendkleid unterscheiden sich von adulten vornehmlich durch den gänzlich rußbraunen Kopf und ihren grünen Rücken und Bürzel, wobei die Grünfärbung weniger satt und hell ausfällt als bei adulten Tieren. Die Oberschwanzdecken junger Langschwanz-Glanzstare sind blau und violett, die Körperunterseite rußbraun mit leichtem grünen Schimmer an der Brust. Die Iris ist hellgelb.

### Flugbild
Der Langschwanz-Glanzstar fliegt mit tiefen, kräftigen Flügelschlägen. Charakteristische Erkennungsmerkmale im Feld sind der lange Schwanz und die gerundeten Flügel.

### Lautäußerungen
Der typische Ruf des Langschwanz-Glanzstars ist ein schrilles, rasselndes chrrrrrijo oder  chrrrriljo.

## Lebensraum und Verbreitung

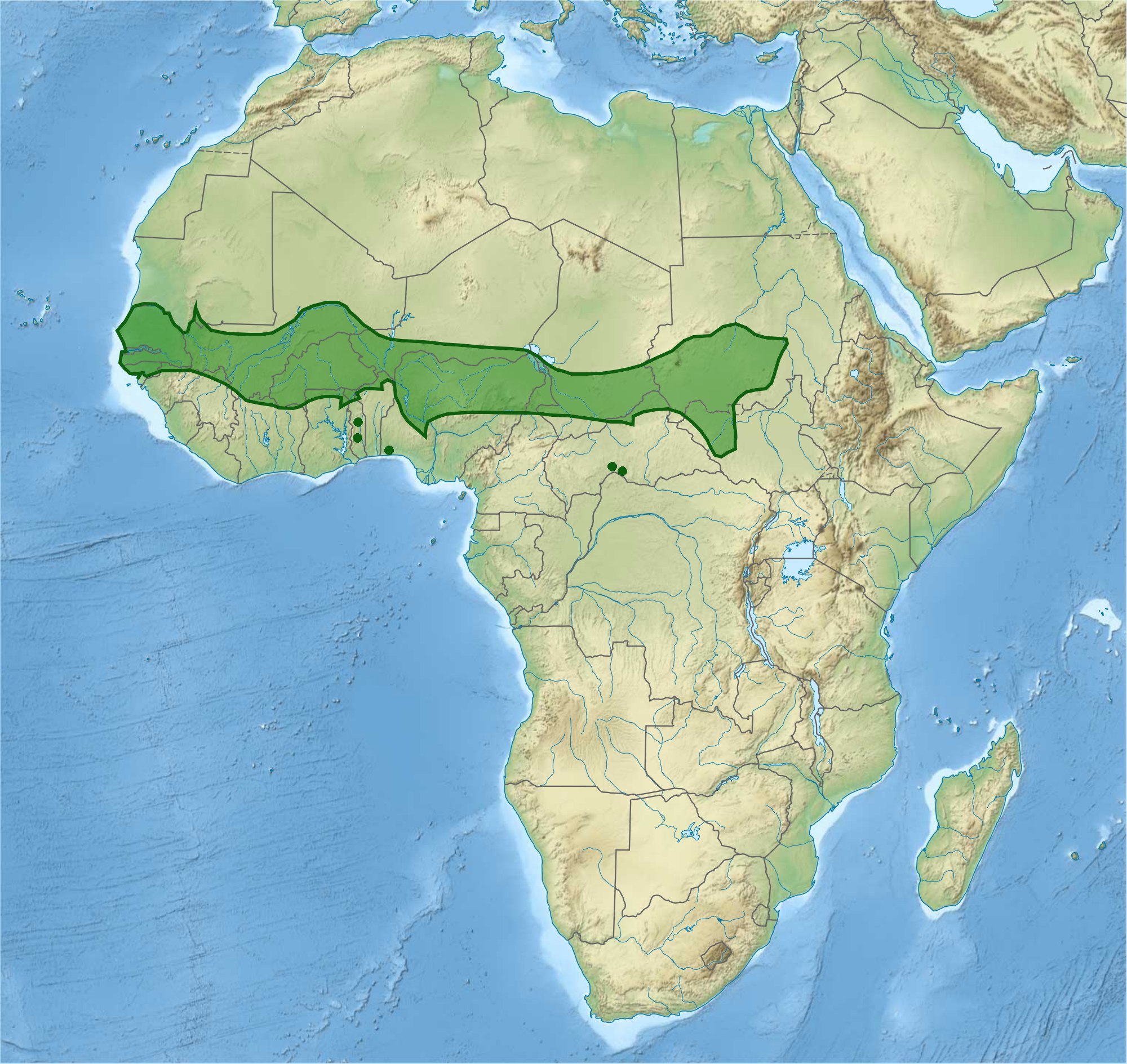
Verbreitung des Langschwanz-Glanzstars in Afrika. Das Artareal deckt sich weitgehend mit der südlichen Sahelzone.

Der Langschwanz-Glanzstar ist in West-, Ost- und Zentralafrika beheimatet. Das Verbreitungsgebiet erstreckt sich entlang der südlichen Sahelzone und der angrenzenden Savannenregionen vom Senegal ostwärts bis zum nordsudanesischen Nil, wobei es Teile Benins, Burkina Fasos, Kameruns, der zentralafrikanischen Republik, des Tschad, der Elfenbeinküste, Gambias, Ghanas, Guineas, Mauretaniens, Malis, Nigerias, des Senegals und Togos einschließt. Als Durchzügler trifft man die Art auch vereinzelt in Sierra Leone an. Der Langschwanz-Glanzstar bevorzugt Dornbusch- und Akaziensavannen sowie Heideflächen.

## Lebensweise
Langschwanz-Glanzstare sind sehr gesellige Vögel, die in Gruppen von bis zu 100 Individuen vorkommen. Sie ahmen oft die Stimmen anderer Vögel nach. Ihre Warnrufe klingen laut und schrill. Sie haben keine Scheu vor Menschen und leben häufig in der Nähe von Siedlungen. 

## Fortpflanzung
Während der Brutzeit ziehen sich die Paare zum Nestbau zurück. Die kugelförmigen Nester werden meist in Baumhöhlen oder Löchern angelegt. Beide Geschlechter sind am Nestbau, der Brut und am Schutz der Jungvögel beteiligt. Das Gelege besteht meist aus zwei bis vier Eiern, die eine bläulich-gräuliche Färbung aufweisen. Durchschnittlich beträgt die Brutzeit 15 Tage. Nach dem Schlupf werden die Jungvögel mit Insekten und deren Larven gefüttert. Nach 18 bis 24 Tagen verlassen die Vögel das Nest.

## Systematik

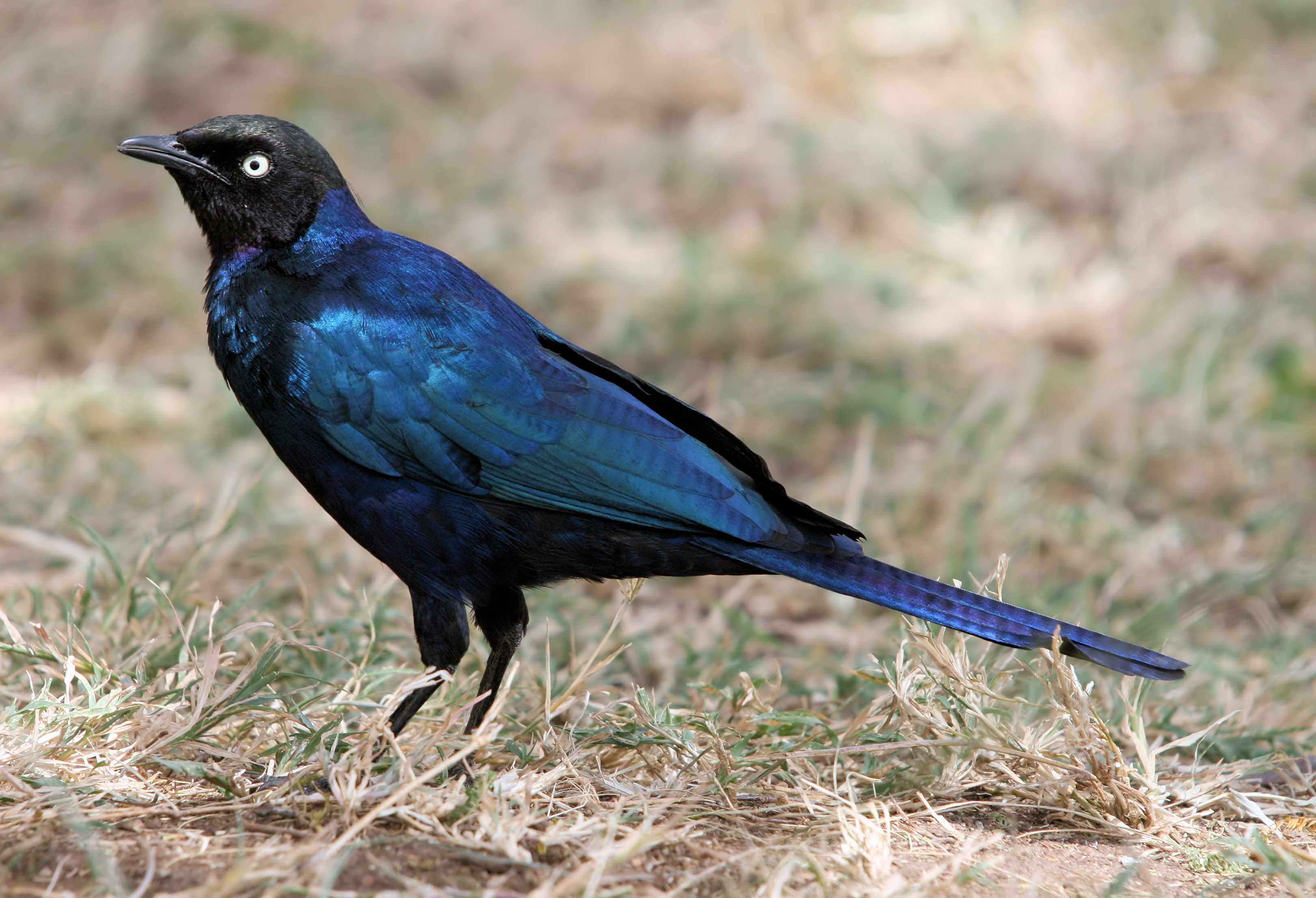
Der Schweifglanzstar (L. purpuroptera) ist der nächste Verwandte des Langschwanz-Glanzstars

Der Langschwanz-Glanzstar steht innerhalb der Gattung Lamprotornis in einer Verwandtschaftsgruppe mit vier weiteren Arten, die allesamt über sehr lange und fein gebänderte Schwänze verfügen. Seine Schwesterart ist der Schweifglanzstar (L. purpuroptera).
|  | Langschwanz-Glanzstar (Lamprotornis caudatus) |
|  |                                               |
|  | Schweifglanzstar (Lamprotornis purpuroptera)  |
|  |                                               |

|  | Mevesglanzstar (Lamprotornis mevesii) |
|  |                                       |
|  | Grauglanzstar (Lamprotornis unicolor) |
|  |                                       |

|  | Langschwanz-Glanzstar (Lamprotornis caudatus) |
|  |                                               |
|  | Schweifglanzstar (Lamprotornis purpuroptera)  |
|  |                                               |

|  | Mevesglanzstar (Lamprotornis mevesii) |
|  |                                       |
|  | Grauglanzstar (Lamprotornis unicolor) |
|  |                                       |

|  | Langschwanz-Glanzstar (Lamprotornis caudatus) |
|  |                                               |
|  | Schweifglanzstar (Lamprotornis purpuroptera)  |
|  |                                               |

|  | Mevesglanzstar (Lamprotornis mevesii) |
|  |                                       |
|  | Grauglanzstar (Lamprotornis unicolor) |
|  |                                       |

|  | Langschwanz-Glanzstar (Lamprotornis caudatus) |
|  |                                               |
|  | Schweifglanzstar (Lamprotornis purpuroptera)  |
|  |                                               |

|  | Mevesglanzstar (Lamprotornis mevesii) |
|  |                                       |
|  | Grauglanzstar (Lamprotornis unicolor) |
|  |                                       |

## Bestand und Gefährdung
Gesicherte Angaben zur Größe des Weltbestandes gibt es nicht, die Art gilt jedoch im größten Teil ihres Verbreitungsgebietes als häufig und der Bestand als stabil. Der Langschwanz-Glanzstar wird von der IUCN daher als nicht gefährdet („least concern“) eingestuft.